# Имендинген
Имендинген (њем. Immendingen) општина је у њемачкој савезној држави Баден-Виртемберг. Једно је од 34 општинска средишта округа Тутлинген. Према процјени из 2010. у општини је живјело 5.847 становника. Посједује регионалну шифру (AGS) 8327025.

## Географски и демографски подаци
Имендинген се налази у савезној држави Баден-Виртемберг у округу Тутлинген. Општина се налази на надморској висини од 662 метра. Површина општине износи 74,0 km². У самом мјесту је, према процјени из 2010. године, живјело 5.847 становника. Просјечна густина становништва износи 79 становника/km².